# Tribunal de Justiça do Estado do Amazonas
O Tribunal de Justiça do Estado do Amazonas (TJAM) é um órgão brasileiro do poder judiciário do estado do Amazonas, com sede na capital estadual e jurisdição em todo o território estadual.
O TJAM é composto pela Comarca de Manaus e mais sessenta comarcas do interior do Estado. Na segunda instância, atuam 26 Desembargadores. Além disso, o Tribunal conta com 93 juízes da capital, 80 juízes do interior, 41 juízes de primeira entrância, 11 juízes auxiliares de segunda entrância e 16 juízes substitutos, servidores e estagiários. Em Manaus, as unidades estão distribuídas em cinco fóruns e uma sede, onde atua o segundo grau da corte de justiça, além de unidades administrativas.